# Battaglia di Dayr al-Jamajim
La battaglia di Dayr al-Jamājim ("battaglia del Monastero dei Teschi", in arabo ﻣﻌﺮﻛـة ﺩﻴﺮ ﺍﻟﺠﻤﺎﺟﻢ‎?, a causa della presenza nei pressi del luogo dello scontro di un monastero nestoriano), fu combattuta nell'Iraq centrale nel 702 tra un imponente esercito siriano omayyade, al comando di al-Ḥajjāj ibn Yūsuf, e un esercito per lo più mesopotamico di seguaci di al-Raḥmān ibn al-Ashʿath, che si era ribellato alla politica marcatamente anti-irachena del governatore di Kufa e del Califfato.
Inizialmente Ibn al-Ashʿath tentò a respingere al-Ḥajjāj e d'imporre al califfo ʿAbd al-Malik b. Marwān una sostanziale revisione della politica anti-irachena che era caratteristica sua e della sua dinastia (timorosa dell'alidismo fortemente presente in quell'area). Le truppe di al-Ḥajjāj e di Ibn al-Ashʿath si scontrarono per diversi mesi prima di giungere alla battaglia finale di Dayr al-Jamājim nell'aprile del 701, in cui una carica di cavalleria siriana mandò in rotta i nemici ribelli. La disfatta contrassegnò la fine della rivolta anti-omayyade e Ibn al-Ashʿath fuggì con quanto restava del suo esercito verso est, cercando rifugio e protezione nello Zabulistān (attuale Afghanistan) e lo Zunbīl suo signore, mentre l'Iraq veniva occupato da una serie di guarnigioni militari siriane per meglio controllare quell'area del Califfato tanto riottosa a piegarsi al prepotente governo di Damasco.

Sarà solo grazie agli Abbasidi che l'Iraq poté concretamente risollevarsi politicamente ed economicamente, condannando a un lento declino proprio la Siria.